# Team RadioShack/2010
Deze pagina geeft een overzicht van de Team RadioShack-wielerploeg in het seizoen 2010.

## Algemeen
Sponsor: RadioShack
Teammanager: Johan Bruyneel
Ploegleiders: Dirk Demol, Alain Gallopin, Vjatsjeslav Jekimov, José Azevedo,
Fietsen en kleding: Trek

## Renners
| Naam               | Geboortedatum | Nationaliteit    | Ploeg 2009                      |
| ------------------ | ------------- | ---------------- | ------------------------------- |
| Lance Armstrong    | 18-09-1971    | Verenigde Staten | Astana                          |
| Clinton Avery      | 03-12-1987    | Nieuw-Zeeland    | Neoprof (vanaf 1 augustus 2010) |
| Fumiyuki Beppu     | 10-04-1983    | Japan            | Skil-Shimano                    |
| Sam Bewley         | 22-07-1987    | Nieuw-Zeeland    | Trek-Livestrong                 |
| Janez Brajkovič    | 18-12-1983    | Slovenië         | Astana                          |
| Matthew Busche     | 09-05-1985    | Verenigde Staten | Kelly Benefit Strategies        |
| Ben Hermans        | 08-06-1986    | België           | Topsport Vlaanderen             |
| Chris Horner       | 23-10-1971    | Verenigde Staten | Astana                          |
| Daryl Impey        | 06-12-1984    | Zuid-Afrika      | Team Barloworld                 |
| Markel Irizar      | 05-02-1980    | Spanje           | Euskaltel-Euskadi               |
| Andreas Klöden     | 22-06-1975    | Duitsland        | Astana                          |
| Levi Leipheimer    | 24-10-1973    | Verenigde Staten | Astana                          |
| Geoffroy Lequatre  | 30-06-1981    | Frankrijk        | Agritubel                       |
| Fuyu Li            | 09-05-1978    | China            | Marco Polo                      |
| Tiago Machado      | 18-10-1985    | Portugal         | Madeinox-Boavista               |
| Jason McCartney    | 03-09-1973    | Verenigde Staten | Team Saxo Bank                  |
| Dmitri Moeravjov   | 02-11-1979    | Kazachstan       | Astana                          |
| Sérgio Paulinho    | 26-03-1980    | Portugal         | Astana                          |
| Jaroslav Popovytsj | 04-01-1980    | UKR              | Astana                          |
| Grégory Rast       | 17-01-1980    | Zwitserland      | Astana                          |
| Sébastien Rosseler | 15-07-1981    | België           | Quick Step                      |
| Ivan Rovny         | 30-09-1987    | Rusland          | Katjoesja                       |
| José Luis Rubiera  | 27-01-1973    | Spanje           | Astana                          |
| Bjørn Selander     | 28-01-1988    | Verenigde Staten | Trek-Livestrong                 |
| Gert Steegmans     | 30-09-1980    | België           | Katjoesja                       |
| Tomas Vaitkus      | 04-02-1982    | Litouwen         | Astana                          |
| Haimar Zubeldia    | 01-04-1977    | Spanje           | Astana                          |

## Belangrijke overwinningen
| Ronde van de Algarve 4e etappe: Sébastien Rosseler Ronde van de Sarthe 3e etappe: Tiago Machado Ronde van het Baskenland 6e etappe (IT): Chris Horner Eindklassement: Chris Horner Brabantse Pijl Winnaar: Sébastien Rosseler | Ronde van België 5e etappe: Ben Hermans Critérium du Dauphiné 3e etappe (IT) : Janez Brajkovič Eindklassement: Janez Brajkovič Internationaal Wegcriterium Jongerenklassement: Tiago Machado Ploegenklassement | Ronde van Frankrijk 10e etappe: Sérgio Paulinho Ploegenklassement NK wielrennen Verenigde Staten: wegtijdrit: Taylor Phinney |

2010 · 2011
AG2R-La Mondiale · Astana · Caisse d'Epargne · Euskaltel-Euskadi · Footon-Servetto-Fuji · Française des Jeux · Team Garmin-Transitions · Team HTC-Columbia · Katjoesja · Lampre-Farnese Vini · Liquigas-Doimo · Team Milram · Omega Pharma-Lotto · Quick·Step · Rabobank · Team RadioShack · Team Saxo Bank · Team Sky